# Daiwon C&A Holdings

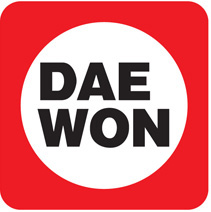
Logo da Daiwon

A Daiwon C&A Holdings, com sua sede em Seul, Coreia do Sul, é uma das maiores empresas editoras de anime e mangá coreanos e  japoneses formadas pela união entre as Daiwon. A empresa é habitualmente chamada de "Daiwon". Em referência ao nome da empresa antes de se unir com outras empresas.
A Daiwon também produz uma revista que publica resenhas sobre mangás e animes na Coreia; Também publica a "Comic Champ", uma versão coreana da revista Shonen Jump (shōnen manga), publicado pela Shueisha, e uma revista mensal de shōjo mangá chamada Shojo Beat.
É uma empresa cujos donos majoritários são as editoras japonesas Shogakukan e Shueisha, Kodansha, Hakusensha, Kadokawa Shoten, Tokuma Shoten.